# Gregori Warchavchik
Gregori Warchavchik (Odessza, 1896. április 2. – São Paulo, 1972. július 27.) ukrajnai zsidó származású brazil építész. 1923-ban költözött az Orosz Birodalomból Dél-Amerikába, legjelentősebb műve a szintén zsidó származású Lasar Segall házában berendezett múzeum, amely 1967-ben nyílt meg.